# System of a Down
System of a Down (pogosto okrajšano S.O.A.D) so štiričlanska ameriška skupina, ustanovljena leta 1995 v Kaliforniji. Izvajajo alternativni metal. Vsi štirje člani so armenskega rodu in več njihovih besedil vsebuje politična sporočila o armenskem genocidu (1915) ter trenutni vojni proti terorizmu.
Do zdaj so izdali 5 albumov in z njimi dosegli zelo velik komercialni uspeh. Zasloveli so s skladbami »Chop Suey!«, »Aerials«, »B.Y.O.B.« in »Hypnotize«. Za skladbo »B.Y.O.B.« so prejeli tudi nagrado grammy.

## Soil (1993–1995)
Skupina System of a Down se je najprej imenovala Soil. V njej so bili Serj Tankian (vokal,klaviature), Daron Malakian (vokal, kitara), Dave Hakopyan (bass kitara) in Dominga Laranio (bobni). Shavo Odadjian se je pridružil skupini na koncu kot kitarist. Po treh letih in samo enem koncertu se je skupina razšla.

## Na začetku (1995–1997)
Po razpadu skupine Soil sta Serj in Daron ustanovila System of a Down, na podlagi pesmi, ki jo je napisal Daron. Naslov pesmi je bil »Victims of the Down«, ampak managerju in podporniku skupine Shavu Odadjianu to ime ni bilo všeč, zato je prvo besedo zamenjal s »System«. Leta 1995 so izdali prvi demo album (Untitled 1995 Demo Tape), ki je vseboval posnetke pesmi »Mr. Jack«, »The Metro«, »Flake«... Po tem so posneli Demo Tape 1, ki je vseboval pesmi »Sugar«, »Suite-Pee«, »P.L.U.C.K.« in »Dam«. Demo Tape 2 je izšel leta 1996 in je vseboval še nedodelane verzije pesmi »Soil«, »Honey« in »Temper«. Na začetku leta 1997 so posneli Demo Tape 3, ki je izšel v javnosti in je vseboval pesmi »War?« in »Know«. Sredi leta 1997 je Ontronik Khachaturian zapustil skupino zaradi poškodbe roke. Kmalu so našli novega bobnarja, Johna Dolmayana. Demo Tape 4 so posneli konec leta 1997. Ta demo je bil narejen samo za pošiljanje založbam. Javno je izšel šele čez nekaj let, ko je kopija zakrožila po internetu. Rick Rubin jim je pomagal pri podpisu pogodbe za založbo American/Columbia Records”, nakar je skupina začela snemati v njegovem studiu.

## System of a Down(1998–2000)
V poletju leta 1998, so SOAD izdali njihov prvi album “System of a Down”. Veliko uspehov so dosegli s pesmijo Sugar. Po tem so sodelovali na turneji, ki je bila namenjena skupini Slayer. Sodelovali so tudi na Ozzfestu. Naslednja turneja je bila s skupinama Incubu in Fear Factory.

## Toxicity,Steal This Album!(2001–2003)
Po manjšem premoru so  izdali njihov drugi album “Toxicity”, ki je požel največ uspehov in je bil izglasovan za najboljši album v Ameriki in Kanadi. Prodali so 16 milijonov zgoščenk. Teroristični napad 11. septembra 2001 je povzročil, da so v album Toxicity dodali pesem Chop Suey. Pesem je bila pogostokrat predvajana na MTV in jim je prinesla nagrado grammy. Leta 2001 so s skupino Slipknot] imeli turnejo po Združenih državah, Mehiki in Kolumbiji. Po zelo uspešni turneji leta 2002 šli na turnejo s skupino Rammstein] leta 2002. S koncem leta 2001 je nekaj še nedokončanih pesmi ušlo na internet. Kmalu potem, ko je band izdal polno izdajo svojih pesmi, katere so bile posnete v enakem času, ampak niso bile izbrane v album Toxicity, je nastal nov album Steal This Album. Izšel je novembra 2002. Dolmayan je v intervjuju povedal, da je to bil njihov najslabši album. 

## Mezmerize/Hypnotize(2004–2005)
Od leta 2004 do leta 2005, je skupina naredila dvjoni album “Mezmerize”/”Hypnotize”, ki sta izšla na 6 mesecev. Album “Mezmerize” je izšel 17. maja, 2005 in je prejel zelo dobre ocene kritikov. V Združenih državah, Kanadi in Avstraliji je bil to najbolj prodajan album tistega časa. V 1. tednu so prodali kar 800.000 izvodov po celem svetu.
Album “Hypnotize” je izšel 22. novembra, 2005 in je kot, “Mezmerize”, se takoj prebil na vrh lestvice. Postavili so tak record, kot so ga imeli “the Beatles”, ameriški raper “2Pac” in “DMX” in sicer da so v enem letu naredili 2 albuma, ki sta osvojila vrh lestvice. Februarja 2006 so SOAD prejeli grammyja za “Best Hard Rock” izvedbo in sicer za pesem “B.Y.O.B”. 
Razpad in prihodnost (2006– Sedanjost)
Maja 2006 je skupina oznanila, da se bodo razšli. “Daron Malakian” je odvrnil, da si bo band uzel samo malo večji odmor, vsekakor pa se ne bodo razšli.
Razšli so se 13. avgusta, 2006 na “West Palm Beach”, v “Floridi”. Igrali so zadnji koncert skupaj. Povedali so, da se bodo vrnili, ne vedo pa še kdaj. 
Pesmi od SOAD so bile uporabljene v nekaterih filmih: Disturbia, Screamers, Not Another Teen Movie. 
Serj Tankian je uspešno posnel svoj solo album Elect the Dead. Potrdil je govorice, da bo skupina čez nekaj let hotela posneti nov album. SOAD je decembra leta 2010 potrdila ponovno združitev, leta 2011 pa imajo v načrtu turnejo po Evropi.

## Člani skupine

### Trenutni člani
- Serj Tankian – vodilni vokal, klaviatura, kitara (1995–2006)
- Daron Malakian – vokal, kitara (1995–2006)
- Shavo Odadjian – bas kitara (1995–2006)
- John Dolmayan – bobni (1997–2006)

### Nekdanji člani
- Andy Khachaturian – bobni (1995–1997)

### Studio, gosti, turneje in posebni člani
- Harry Perry – kitara (igral je na Ozzfest 2006 Tour)
- Abe Cunningham – bobni (na koncertu v Sacramentu, CA, 1. oktobra 2005)
- Kirk Hammett – kitara (na koncertu v Hollywood Palladium, 15. novembra 2003)
- Charlie Benante – bobni (na koncertu v Allstate Arena, 30. septembra 2005)
- Arto Tunçboyacıyan – vokal (na albumih Toxicity in Steal This Album!)
- Joey Jordison – bobni (na koncertu 31. oktobra 2001)
- Rick Rubin – klavir (na albumih Sugar E.P., System of a Down in Toxicity)

## Diskografija

### Studio albumi
| Datum izida        | Naslov            | Založba                   | Uvrstitev na lestvici Billboard 200 (ZDA) | RIAA certifikacija |
| ------------------ | ----------------- | ------------------------- | ----------------------------------------- | ------------------ |
| 30. Junij, 1998    | System of a Down  | American                  | #124                                      | platinast          |
| 4. September, 2001 | Toxicity          | American                  | #1                                        | 3x platinast       |
| 26. November, 2002 | Steal This Album! | American/Columbia         | #15                                       | Platinum           |
| 16. Maj, 2005      | Mezmerize         | American/Columbia         | #1                                        | platinast          |
| 22. November, 2005 | Hypnotize         | American/Columbia Records | #1                                        | platinast          |